# تپه ولمه ۲
تپه ولمه ۲ مربوط به دوره اشکانیان است و در شهرستان ازنا، بخش جاپلق، دهستان جاپلق شرقی، ۱۳۰۰ متری شمال شرقی روستای گنجه واقع شده و این اثر در تاریخ ۷ اسفند ۱۳۸۶ با شمارهٔ ثبت ۲۱۳۸۰ به‌عنوان یکی از آثار ملی ایران به ثبت رسیده است.